# Solaro (Gottolengo)
Solaro è un grande complesso cascinale; è considerato come un'ex frazione del comune di Gottolengo.
Il nome di questa località deriva quasi certamente dal latino solarium, che significa "terrazzo soleggiato".

## Geografia fisica

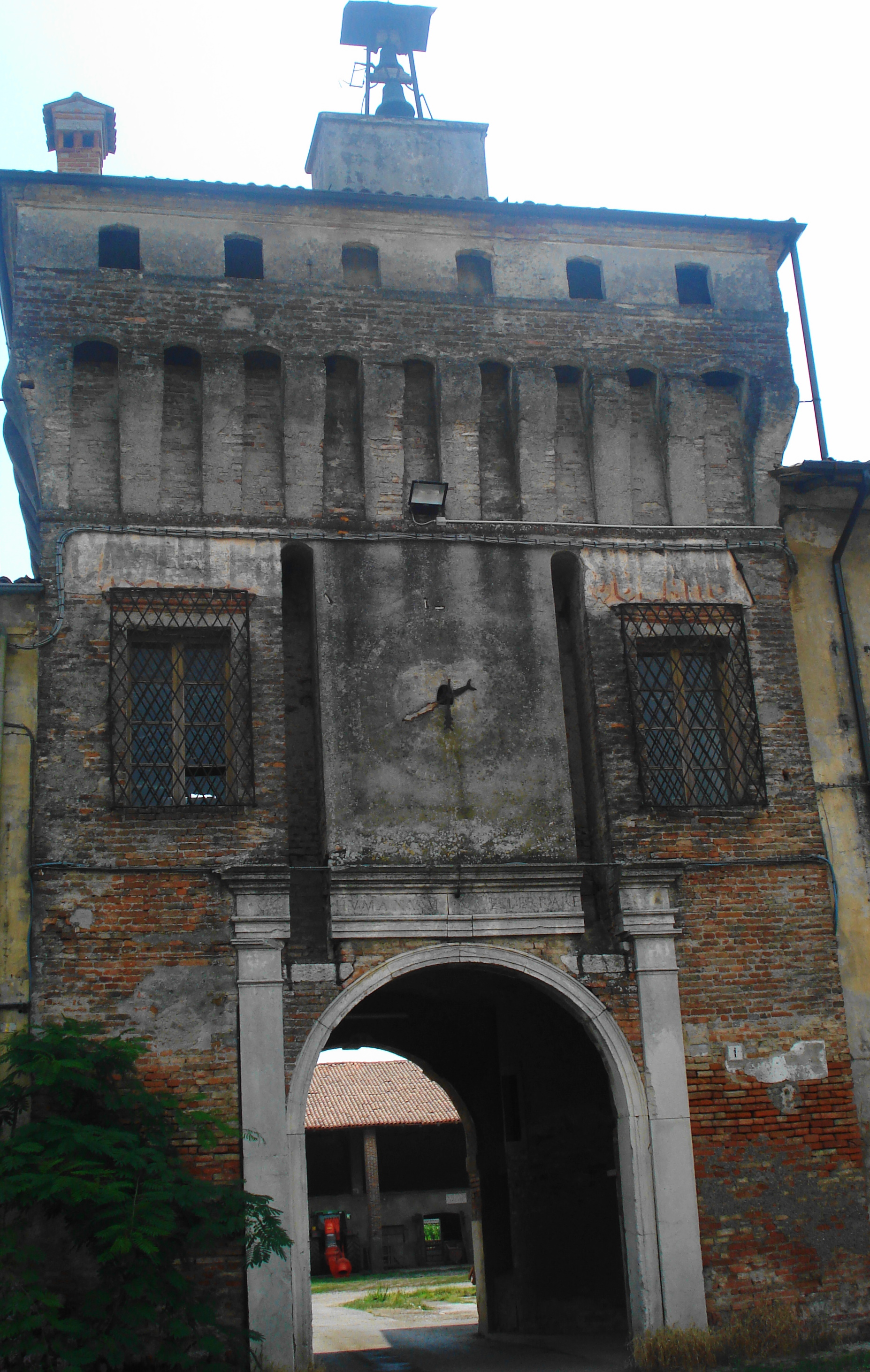
L'entrata dell'ex forte; oggi adibito a cascina

Il complesso sorge a circa 4 km a nord del centro abitato di Gottolengo, ed è facilmente raggiungibile percorrendo una strada asfaltata che da Gottolengo conduce fino al vicino comune di Ghedi passando attraverso i campi.

## Storia
La località nacque probabilmente nel Medioevo come una curtis della Badia leonense. Gli abitanti che vi risiedevano erano per la maggior parte dediti alla pastorizia oppure all'agricoltura. Nel 1517 una nobile famiglia locale fece costruire nel centro dell'abitato una sorta di casale fortificato. Ben presto tutt'attorno vennero edificati molteplici cascinali e la popolazione crebbe; vennero infatti costruiti un mulino ad acqua e una chiesa dedicata a sant'Antonio abate, che tuttora esiste, costruita sulle spoglie della precedente. Durante il secolo scorso la frazione raggiunse circa 1 500 abitanti e possedeva anche una scuola, che venne però chiusa durante gli anni settanta ed è stata successivamente demolita per motivi di sicurezza. Con la chiusura della scuola e l'emigrazione degli abitanti nelle città industriali, la frazione si spopolò fino a divenire disabitata.

## Monumenti e luoghi d'interesse

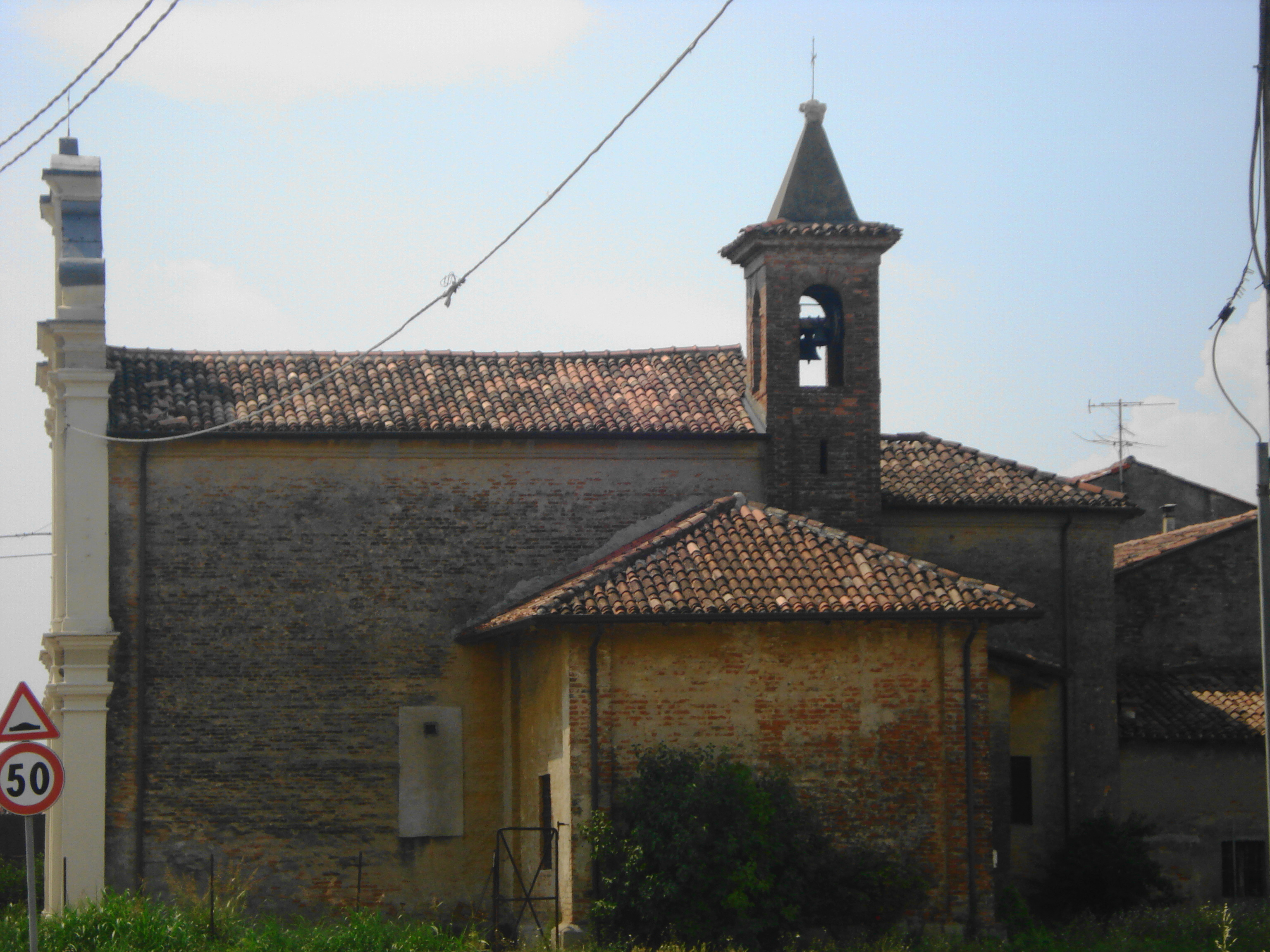
La chiesa della frazione

### Cascina
La cascina attorno alla quale la frazione si sviluppa venne costruita nel XVI secolo dai nobili Rodengo. Fu dotata subito di mezzi di difesa, tanto da divenire una sorta di piccolo forte. Nel Settecento il castello fu ristrutturato e da quel momento sul portone d'ingresso campeggia la scritta UMANUM EST ERRARE. Fino al XX secolo il complesso, ridotto in cascina a corte, fu massicciamente abitato; oggi invece rimane solo la struttura, poiché la frazione è disabitata.

### Chiesa di Sant'Antonio abate
La chiesa originaria sorse nel XVIII secolo sui resti di un'altra più antica risalente al periodo fra il XIV e il XV secolo, sempre dedicata al medesimo santo. I resti della chiesa più antica fanno oggi parte dell'attuale sagrestia. Il luogo è dedicato a sant'Antonio, patrono degli animali, poiché i residenti praticavano per lo più l'allevamento. All'interno della chiesa si svolge tuttora una messa settimanale: quest'evento è uno dei pochi, se non l'unico, ad animare la frazione oggi disabitata.